# Деалу Маре (Васлуј)
Деалу Маре (рум. Dealu Mare) насеље је у Румунији у округу Васлуј у општини Зорлени. Oпштина се налази на надморској висини од 204 m.

## Становништво
Према подацима из 2002. године у насељу је живело 288 становника, од којих су сви румунске националности.